# Крествју Хилс (Кентаки)
Крествју Хилс (енгл. Crestview Hills) град је у америчкој савезној држави Кентаки.

## Демографија
По попису из 2010. године број становника је 3.148, што је 259 (9,0%) становника више него 2000. године.
| Група             | 2000.         | 2010.         |
| Белци             | 2.726 (94,4%) | 2.996 (95,2%) |
| Афроамериканци    | 75 (2,6%)     | 67 (2,1%)     |
| Азијати           | 50 (1,7%)     | 30 (1,0%)     |
| Хиспаноамериканци | 15 (0,5%)     | 17 (0,5%)     |
| Укупно            | 2.889         | 3.148         |